# Charles Chaplin Sr.
Charles Spencer Chaplin Sr. (Londres, 18 de marzo de 1863-Londres, 9 de mayo de 1901) fue un artista de music hall inglés. Logró un éxito considerable en la década de 1890 y fue el padre del actor y cineasta Charles Chaplin.

## Primeros años
Chaplin nació el 18 de marzo de 1863 en Marylebone, Londres. Fue el tercer hijo de Spencer Chaplin (1834/1835-1897) y Ellen Elizabeth Smith (1838-1873); sus hermanos fueron Spencer William Tunstle (1855-1900), Ellen Kate (1864-1919), Blanche (1867-1899), Albert Frederick (1869-1939) y Harry (nacido en 1871). El padre de Chaplin era carnicero y tuvo una educación de clase trabajadora. Chaplin era de origen gitano. Poco se sabe sobre los primeros años de vida de Chaplin, aunque los censos de 1871 y 1881 muestran que sus padres y su familia vivían en Rillington Place en Notting Hill, la calle en la que más tarde viviría el asesino John Christie.
En junio de 1885, a los 22 años, se casó con Hannah Hill, de 19 años, quien había sido su "novia" tres años antes cuando protagonizaron la misma obra. Hannah tenía un hijo de 3 meses, Sydney John, a quien le dieron el apellido de Chaplin. El 16 de abril de 1889 nació el hijo biológico y homónimo de Chaplin, Charles Spencer Jr. (conocido como Charlie). Chaplin y Hannah se separaron en 1891 y permanecieron legalmente casados hasta su muerte.

## Salón de música

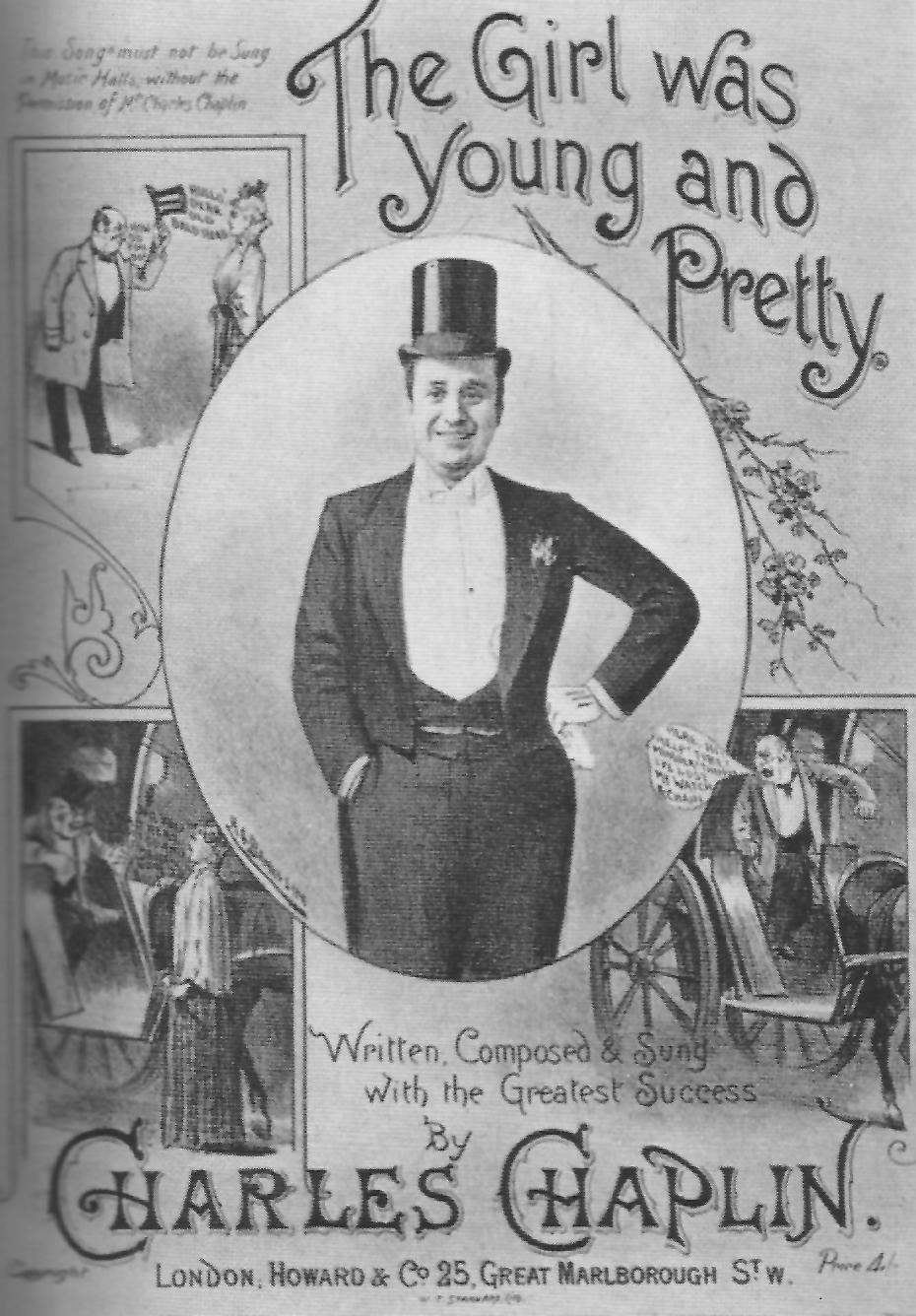
Portada de la partitura de una de las canciones populares de Chaplin

Aunque no había antecedentes de actuación en su familia, Chaplin se sintió atraído por la industria del music hall, que prosperaba en la década de 1880 en el sur de Londres. Primero trabajó como imitador, debutando en el Poly Variety Theatre el 10 de junio de 1887, pero pronto cambió su acto al de un "cantante dramático y descriptivo". Cantó canciones sobre los problemas de la vida cotidiana, como esposas que regañan, suegras y bebés que lloran, y fueron populares entre el público. Para 1890, tenía compromisos regulares. Los editores de música Francis, Day y Hunter publicaron tres de sus canciones en 1890: 'As the Church Bells Chime', 'Everyday Life' y 'Eh, Boys?'.
Chaplin realizó una gira por Estados Unidos en el verano de 1890, incluidos compromisos prolongados en el Union Square Theatre en la ciudad de Nueva York. Aunque nunca alcanzó la altura de estrellas como Dan Leno y Herbert Campbell, Chaplin tuvo el éxito suficiente para imprimir su nombre y su retrato en la portada de las partituras de las canciones con las que estaba asociado. Una de las canciones que popularizó fue 'La chica era joven y bonita'.

Los años pico de Chaplin fueron de 1890 a 1896 pero, en 1897, todavía estaba consiguiendo trabajo en las provincias. En 1898, todavía era lo suficientemente atractivo como para compartir la máxima audiencia en el New Empire Palace Theatre en Leicester. Sus compromisos comenzaron a disminuir en esta época, y su última actuación conocida fue en el Teatro Granville en Walham Green en septiembre de 1900.

## Relación con Charles Chaplin
Chaplin no tuvo contacto con sus hijos después de que se separó de Hannah y no brindó apoyo financiero. Charles Chaplin, escribiendo en sus memorias 70 años después, recordó que "apenas conocía a un padre". Esto fue a pesar del hecho de que vivían cerca uno del otro en Kennington. En 1896, Charles y Sydney fueron admitidos en una casa de trabajo. Chaplin fue contactado por las autoridades oficiales, a quienes les dijo que estaría dispuesto a cuidar a Charles, pero no a Sydney. La Junta de Tutores decidió que era mejor mantener a los hermanos juntos, pero dictaminó que Chaplin era legalmente responsable de ambos niños y ordenó que pagara 15 chelines a la semana para su manutención conjunta. No pagó nada de esta suma, por lo que después de un año , el Consejo de Southwark emitió una orden de arresto contra Chaplin por descuidar el mantenimiento de sus hijos. El arresto se evitó cuando el hermano de Chaplin, Spencer, proporcionó los pagos atrasados.
Charles y Sydney fueron readmitidos en una casa de trabajo en julio de 1898, momento en el que la Junta de Guardianes trató de localizar a su padre. Lo localizaron en septiembre y los niños fueron dados de alta y puestos al cuidado de Chaplin. Charles tenía nueve años y solo recordaba haber visto a su padre dos veces antes: una en el escenario y otra cuando se cruzó con él en la calle en Kennington. Chaplin vivía con una mujer llamada Louise y su hijo de cuatro años. En ese momento era un gran alcohólico y rara vez estaba en casa. Louise era cruel con los niños y, después de echarlos de la casa una noche, recibieron una visita de la Sociedad Nacional para la Prevención de la Crueldad contra los Niños. Los niños dejaron el cuidado de Chaplin después de dos meses, cuando su madre fue liberada de un manicomio. A partir de este momento, Chaplin ocasionalmente brindó apoyo financiero a sus hijos.
Chaplin fue responsable de introducir a Charles en la industria del entretenimiento cuando, en 1899, le consiguió un papel en la compañía de baile con zuecos The Eight Lancashire Lads, dirigida por un amigo. Charles recordó más tarde haber visto a su padre en un pub unas semanas antes de su muerte; Chaplin estaba feliz de ver al niño y lo abrazó y lo besó cálidamente por única vez en su vida.

## Muerte
La naturaleza de la actuación en el music hall, en la que se esperaba que las estrellas alentaran a los clientes a comprar bebidas, llevó a muchos en la industria a convertirse en alcohólicos. Chaplin fue uno de ellos, y fue su consumo excesivo de alcohol lo que gradualmente puso fin a su carrera. En 1901 padecía cirrosis hepática e hidropesía. Fue llevado al Hospital St. Thomas en Lambeth el 29 de abril y murió el 9 de mayo de 1901. Tenía 38 años. Chaplin estaba arruinado en el momento de su muerte, y casi tuvo un funeral de indigencia hasta que su hermano menor, Albert, intervino para pagar los costos del entierro. El funeral tuvo lugar en el cementerio de Lambeth en Tooting el 13 de mayo de 1901. Asistieron tanto Hannah como Charles Chaplin (entonces de 12 años).

## En la cultura popular
- En la serie de televisión británica de 1989 El joven Charlie Chaplin, el actor Ian McShane interpretó a Charles Chaplin padre.